# 江濬源
江浚源（1735年9月17日—1808年），字懋茞，一字岷雨，號介亭。安徽懷寧縣人。

## 生平
生於雍正十三年（1735年）八月初二。乾隆三十五年举人，乾隆四十三年（1778年）進士，历任吏部考功司主事、员外郎、稽勋司郎中等職。乾隆五十四年己酉科任陕西正考官。乾隆五十八年出任云南临安（今红河哈尼族彝族自治州）知府，當時内地百姓往來此處贸易，“纷如梭织”。任內劝修建桥梁六十余座，兴修水利，群众得水灌溉，並修葺书院。七十歲以病歸里。嘉庆十三年（1808年）卒，年六十四。著有《介亭文集》、《居暇迩言》、《于役迤南记》、《北上偶录》等書。